# Payton Henson
Payton Henson (Siloam Springs, 22 dicembre 1995) è un cestista statunitense, professionista in Europa.

## Carriera
Trascorre gli anni del college tra Tulane e Vermont terminando l'anno da senior con medie di 12,3 punti e 5,5 rimbalzi a partita. La sua prima esperienza da professionista è nei Paesi Bassi con gli SPM Shoeters Den Bosch, con cui gioca anche in FIBA Europe Cup, mentre l'anno successivo si trasferisce in Polonia al GTK Gliwice.